# روبن عمار
روبن عمار (بالفرنسية: Ruben Amar)‏ هو منتج أفلام وكاتب سيناريو ومخرج فرنسي، ولد في 1974 في مونبلييه في فرنسا.

## وصلات خارجية
- روبن عمار على موقع IMDb (الإنجليزية)
- روبن عمار على موقع روتن توميتوز (الإنجليزية)
- روبن عمار على موقع ألو سيني (الفرنسية)
- روبن عمار على موقع قاعدة بيانات الفيلم (الإنجليزية)
- روبن عمار على موقع كينوبويسك (الروسية)